# Икономика на Чад
Икономиката на Чад е възпрепятствана от множество проблеми от 1960 година насам. Най-големите от тях са неблагоприятното географско положение, сухият климат, липсата на адекватна инфраструктура и не на последно място политическа нестабилност. Икономиката се базира почти изцяло на земеделието. В последно време ролята на петрола като износна суровина се увеличава все повече.

## Структура
Номиналният БВП на Чад през 2000 година се оценява едва на $1,43 млрд. общо, като на глава се падат $188. За 2007 БВП (ППС) се изчислява на $14,98 млрд. за цялата страна, а на глава около $1500. Растежът на БВП е около 1,3% за 2006. Най-голям дял заема сектора на услугите (38%), следван от земеделието (38%) и индустрията (13%). Около 80% от работоспособното население е заето в областта на земеделието. Голяма част от икономиката е в сивия сектор.

## Търговски партньори и продукти
Основните търговски партньори на Чад са САЩ, Франция, Китай, Португалия, Камерун, Саудитска Арабия, Германия, Белгия и Южна Корея. Износните продукти от областта на животновъдството са говеда, овце, камили, кози, риба и свине. Изнасят се бяло просо, сорго, фъстъци, ориз, сладки картофи, маниока, касава и ямс. Друг земеделски продукт е и гума арабика. Индустриалните продукти са памук, цигари, сапун, бира и петрол.

## Основни данни
Брутен вътрешен продукт (БВП)
- БВП (ППС) – $14,98 млрд. (2006)
- БВП (номинален) – $4,981 млрд. (2006)
- БВП на глава от населението (ППС) – $1500 (2006)
- Годишен растеж на БВП – 1,3% (2006)
- БВП според сектори – земеделие 22,7%; индустрия 47%; услуги 30,3% (2006)

Работна ръка
- Общо – 2,719 млн. души (1993)
- Разпределение на работоспособното население – население 80%; индустрия и услуги 20% (2006)
- Население под линията на бедността – 80% (2001)

Индустрия (2005)
- Производство на електричество – 95 млн. КВч
- Потребление на електричество – 88,35 млн. КВч
- Дневно производство на нефт – 225 000 барела
- Дневно потребление на нефт – 1460 барела
- Дневен износ на нефт – 170 000 барела
- Доказани нефтени резерви – над 2 млрд. барела

Други данни
- Инфлация – 8% (2006)
- Текуща сметка – -$104 млн. (2006)
- Брутен процент на инвестициите – 16,8% от БВП (2006)
- Бюджет – $990,6 млн. приходи; 1,038 млрд. разходи (2006)
- Външен дълг – $1,5 млрд. (2003)
- Годишен внос – $1,007 млрд. (2006)
- Годишен износ – $3,749 млрд. (2006)
- Финансови помощи – $379,8 млн. годишно (2005)
- Златни и валутни резерви – $632,2 млн. (2006)